# 610-ті до н. е.

## Померли
- 617 — Анк Марцій.
- 612 — Сін-шар-ішкун.
- 610 — Псамметіх I, цар Єгипту.